# فرودگاه بین‌المللی نورمن مانلی
فرودگاه بین‌المللی نورمن مانلی (به انگلیسی: Norman Manley International Airport) یک فرودگاه همگانی مسافربری با کد یاتا KIN است که یک باند فرود آسفالت دارد. این فرودگاه در شهر کینگستون کشور جامائیکا قرار دارد .

## شرکت‌های هواپیمایی و مقصدهای پروازی

### مسافری
| شرکت‌های هواپیمایی                | مقصدهای پروازی                                                                                                |
| -------------------------------- | --- |
| آئروگاویوتا                      | خوزه مارتی، آنتونیو ماکئو                                                                                     |
| ایر کانادا روژ                   | پیرسون تورنتو                                                                                                 |
| امریکن ایرلاینز                  | میامی |
| بریتیش ایرویز                    | گاتویک |
| کاریبین ایرلاینز                 | و. س. برد، فورت لادردیل–هالیوود، لیندن پیندلینگ، جان اف کندی، اورلاندو، پیارکو، پرینسس جولیانا، پیرسون تورنتو |
| Cayman Airways                   | اوون رابرتس                                                                                                   |
| کوپا ایرلاینز                    | توکومن |
| دلتا ایرلاینز                    | هارتسفیلد-جکسون آتلانتا                                                                                       |
| Fly Jamaica Airways              | چدی جیگن، جان اف کندی، پیرسون تورنتو                                                                          |
| اینترکارابین ایرویز              | سنگستر، پراویدنشیالز                                                                                          |
| جت‌بلو                            | فورت لادردیل–هالیوود، جان اف کندی                                                                             |
| Orbest اجرا توسط Evelop Airlines | فصلی: لیسبون پورتلا                                                                                           |
| Spirit Airlines                  | فورت لادردیل–هالیوود                                                                                          |
| وست جت                           | پیرسون تورنتو                                                                                                 |

### باری
| شرکت‌های هواپیمایی                       | مقصدهای پروازی           |
| --------------------------------------- | ------------------------ |
| کاریبین ایرلاینز اجرا توسط ای‌بی‌ایکس ایر | میامی                    |
| Amerijet International                  | میامی، سیباو، لا امریکاس |
| کوپا ایرلاینز                           | توکومن                   |
| فدکس اکسپرس                             | سنگستر                   |
| IBC Airways                             | میامی                    |
| مانتین ایر کارگو                        | میامی                    |
| سان‌رایز ایرویز                          | توسن لوورتور             |